# Artephius
Artephius (c. 1150) was een Arabisch schrijver van teksten over alchemie.
Roger Bacon citeerde Artephius meermaals.
Artephius citeerde Adfar, de meester van Morien.
Artephius moet dus een tijdgenoot van Calid geweest zijn.
Restoro d'Arezzo schreef in zijn Composizione del Mondo, dat Artephius en Orpheus dezelfde persoon waren, maar dat berust op een vertaalfout uit het Arabisch.
Apollonius van Tyana, Stephanos van Alexandria en Al-Tughrai hebben Artephius aangeduid als een bekeerd Jood, maar de ontdekking van een kopie uit de 13e – 14e eeuw van zijn werk Artefii clavis majoris sapientiae wijst erop, dat de tekst oorspronkelijk in het Arabisch geschreven is door een Moslim. Eerder was het foutief toegeschreven aan Alfons X van Castilië.
In de Renaissance werd beweerd, dat Artephius in de 1e of 2e eeuw geboren was, een levenselixir ontdekt had en pas in de 12e eeuw overleden was. In zijn Liber Secretus beweerde Artephius duizend jaar oud te zijn. 
Het boek Artefii clavis majoris sapientiae verscheen in 1609 te Parijs in drukvorm. P. Arnauld publiceerde in 1612 een Franse vertaling. Het werk verscheen in 1613 als volume IV in Theatrum Chemicum.
In 1624 gaf Eirenaeus Orandus een Engelse vertaling Secret Booke uit.
Een ander aan hem toegeschreven boek is Ars sintrillia.